# تجارت دریایی ایالات متحده آمریکا
تجارت دریایی ایالات متحده آمریکا (به انگلیسی: United States Merchant Marine) از دریانوردان غیرنظامی و کشتی‌های تجاری غیرنظامی و فدرال ایالات متحدهٔ آمریکا تشکیل شده‌است.